# Vanellus malabaricus
Vanellus malabaricus là một loài chim trong họ Charadriidae.